# Boeretang

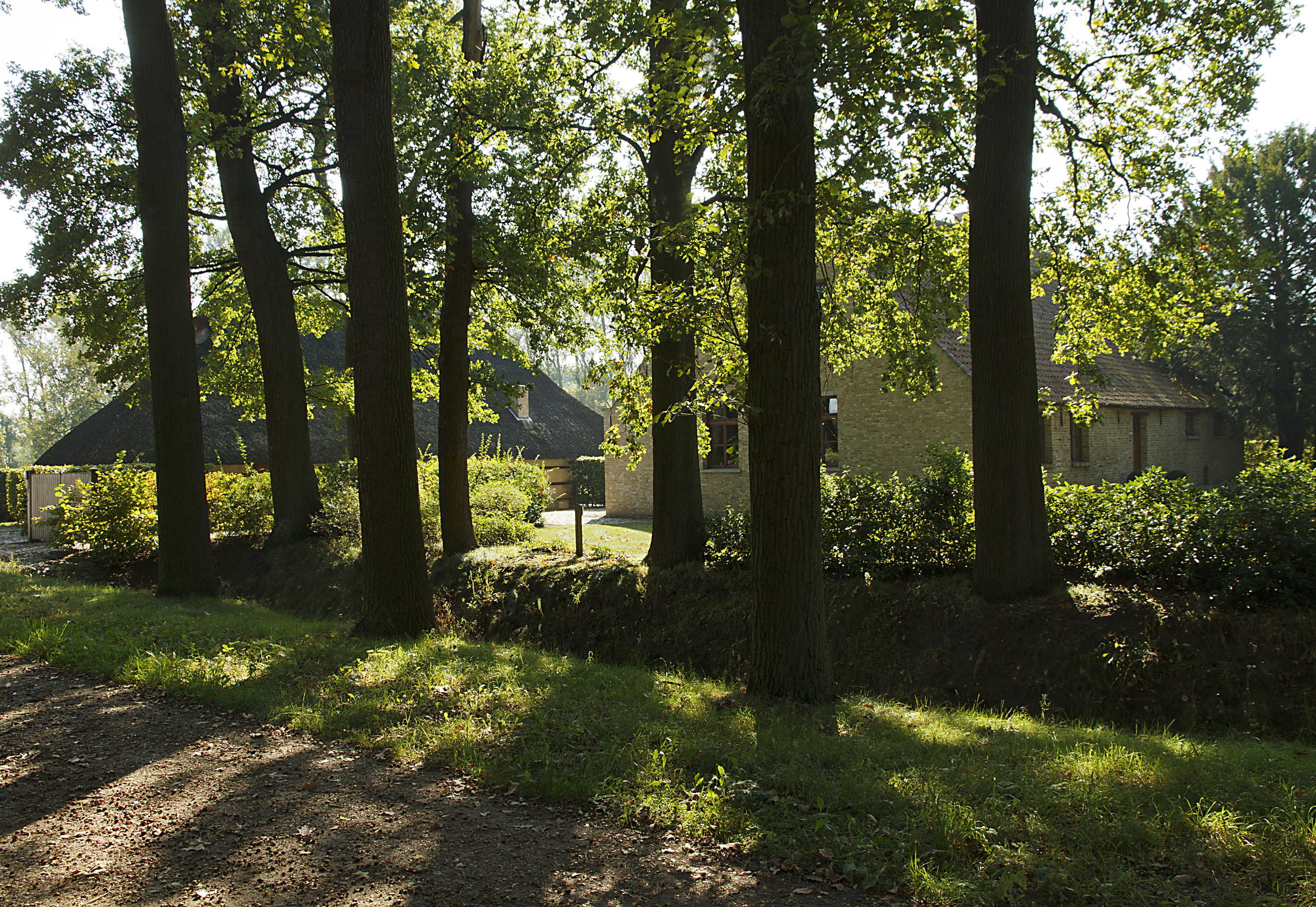
Boeretanghoeve

De Boeretang is een historische omgrachte boerderij in de Antwerpse plaats Dessel, gelegen aan de Boeretangsedreef 98.

## Geschiedenis
In 1379 was voor het eerst sprake van een hoeve die wellicht verband hield met nabijgelegen Beekmolen op de Witte Nete. Van de huidige boerderij zijn de oudste delen van de 16e eeuw.
Pas in 1672 was er sprake van een schriftelijke vermelding van een huys, schuere ende hoff en in 1681 werd de naam Boeretang voor het eerst vermeld. In 1741 werd, vanwege financiële problemen, beslag op de hoeve gelegd door de Abdij van Tongerlo, die ook herstellingswerken deed uitvoeren.
In 1763 werd de hoeve openbaar verkocht aan een zekere F.B. Beltens, die later schout werd te Hoogstraten en ook de Beekmolen kocht en deze samenvoegde met de hoeve tot één bezit. In 1910 werd echter bij de molen een andere boerderij gebouwd. In 1966 werd de Beekmolen gesloopt en kwam daar een moderne boerderij.
De Boeretang werd in de 19e en 20e eeuw een paar maal verbouwd, en omstreeks 1970 was de hoeve in verval geraakt. In 1976 werd de omgeving beschermd als landschap en in 1989 werd de hoeve beschermd als monument.
In 1992 werd de stal met schuur gerestaureerd en ingericht als ontmoetingscentrum. De gracht werd weer uitgegraven en verbonden met de Witte Nete. In 1997-2000 werden ook het woonhuis en de wagenschuur gerestaureerd.

## Gebouwencomplex
Het woonhuis was waarschijnlijk een vakwerkhuis dat in de 2e helft van de 17e eeuw versteend werd. Het gebint is 16e-eeuws. Tijdens de verbouwing werd de boerderij omgevormd tot woonhuis. Daarom werden voor de boerderijfuncties nieuwe gebouwen opgetrokken, namelijk de wagenschuur en het gecombineerde stal/schuurgebouw.
De indeling van het woonhuis bleef in de loop der eeuwen, en ook tijdens de restauratie, grotendeels gehandhaafd.
Het stal/schuurgebouw heeft een gereconstrueerde lemen wand. Het interieur is hier, vanwege de nieuwe functie, enigszins gewijzigd.